# BSテレビ東京
株式会社BSテレビ東京（ビーエステレビとうきょう、英: BS TV TOKYO Corporation）は、BSデジタル放送を行っているテレビ東京系列の衛星基幹放送事業者で、テレビ東京ホールディングスの完全子会社である。略称とサービス名は「BSテレ東」（ビーエステレとう）。

## 概要
2000年12月1日から一斉に放送を開始した、民放キー局系のBSデジタル放送局の1局。当初の社名及びサービス名は「BSジャパン」（ビーエスジャパン、BS JAPAN、略称：BSJ）で、そのサービス名を巡って争った当時のBS-i（2009年4月1日からのBS-TBS）と同様にキー局の名称が表に出ないサービスでもあった。
テレビ東京（テレ東）は民放キー局の中でも系列局が少ないという事情から、系列局でカバーできない地域を補完する役割も併せ持つ。それゆえに、他の民放キー局系BS放送局よりも地上波で放送されている（もしくは放送されていた）番組が比較的多く編成されている。
開局当初は地上波で放送されている番組の同時放送を基調とする編成で、その比率は全体の約7割に及んだ。しかし、本放送の開始以前より出演者の肖像権を理由にBSでの同時放送に難色を示してきた日本音楽事業者協会などから激しい抗議を受け、相次いで中止に追い込まれた。その後、『水曜ミステリー9』（当チャンネルでは『BSミステリー』のタイトルで放送）や『にっぽんの歌』などといった「テレ東との共同制作番組」に関しては時差放送が認められた。さらに、2010年代以降は自社制作の独自番組（テレ東との共同制作を含む）の強化や海外ドラマ、通販番組の増加により、地上波の番組は減少傾向にある。特に、地上波での得意分野であるテレビアニメなどのジャンルの時差放送が減少したことで、それを知った視聴者の多くが、BS内の他局に流れていったとされる。
その一方で、『ワールドビジネスサテライト』等のニュース番組やプロ野球等のスポーツ中継については、民放キー局系BS他局よりも地上波との同時ネットで放送される番組が2019年9月現在も多い（後者は全国ネット以外のローカル中継も含む）。
スポーツ中継も、『世界卓球』については地上波との共有して放送されている。日本勢の活躍次第では地上波とサイマル放送するケースがある。かつては『全米プロゴルフ選手権』も同様だった。しかし、地上波独占で放映権を取得していた『全仏オープンテニス』・『全米女子オープン』・プロ野球『日本シリーズ』は、放映権が前者はWOWOW、後者はNHK BS1が所有していたため。BSテレ東で放映した実績は一度も無い。
2010年10月1日をもって、認定放送持株会社「テレビ東京ホールディングス」の完全子会社となった。同年12月1日には開局10周年を迎え、それを記念して同年4月1日からは『ペット大集合!ポチたま』でおなじみの「だいすけ君」が「BSジャパン宣伝部長」（マスコットキャラクター）として任命された。
2018年からは毎年2月22日（猫の日）に合わせて、ネコに因んだ番組をほぼ終日にわたって編成している。2023年には専用マスコットキャラクターとして「るるる」も登場している。
2018年10月1日、社名をBSテレビ東京、略称及びサービス名をBSテレ東へ変更した。これにより、民放キー局系BS局全てが「BS」と「地上波放送局名」を組み合わせた局名に統一された。またこれを機に公式ウェブサイトもテレ東のものに統合されたことで、地上波（テレ東）と衛星波（BSテレ東）の公式ウェブサイトがキー局系BS局では初めて同一化された。

## 沿革

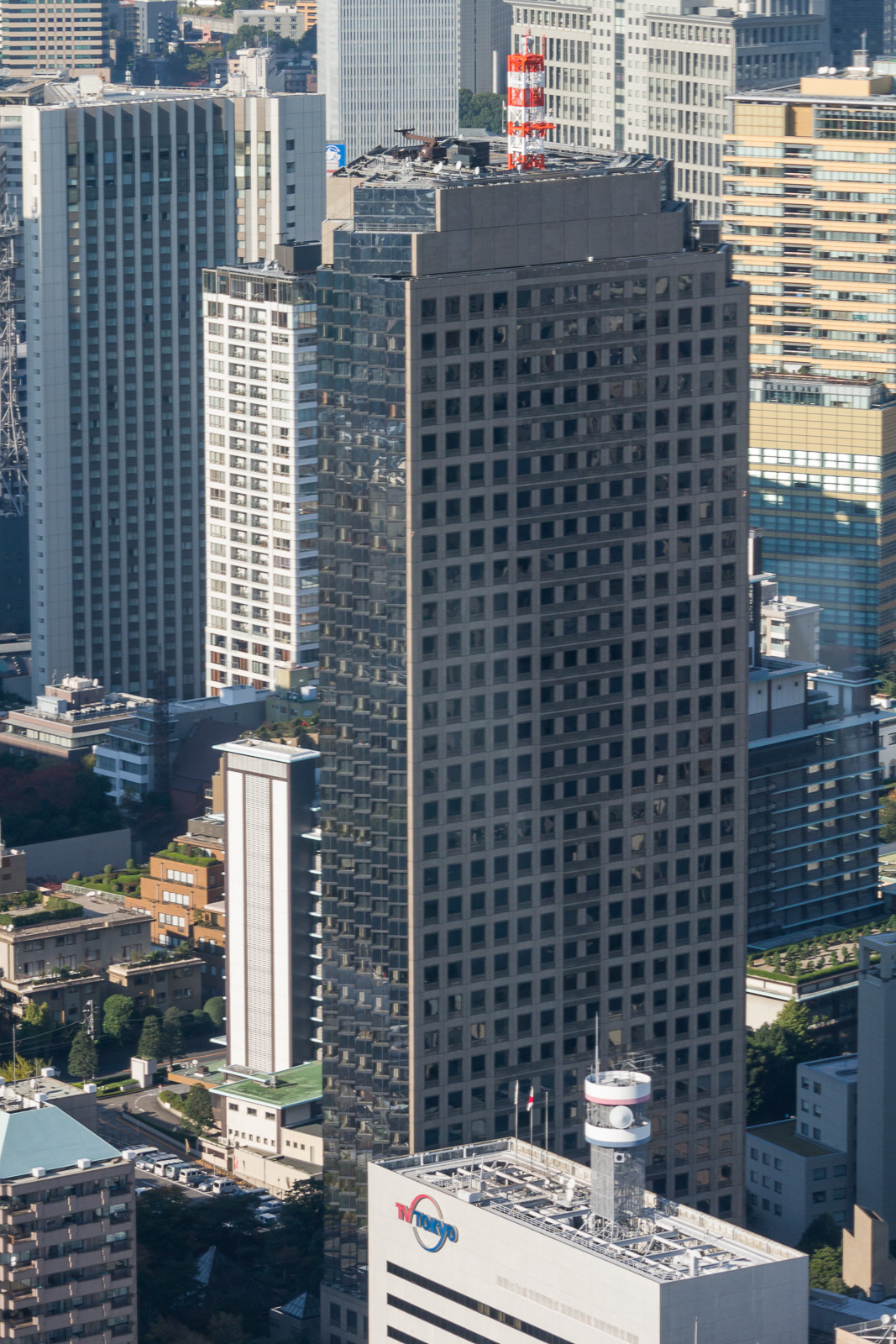
かつて入居していた城山トラストタワー

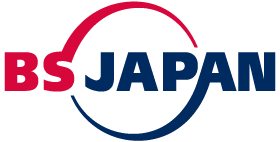
2011年4月から2018年9月まで使用していたBSジャパン時代の旧ロゴ

2018年10月から2023年11月までのコーポレートロゴ

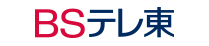
2018年10月から2023年11月まで使用していた旧ロゴ

- 1998年（平成10年）12月14日 - 株式会社ビー・エス・ジャパン設立。
- 2000年（平成12年）12月1日 - 本放送開始。テレビ放送用に22スロットを使用。開始当初からフルスペック（1920×1080ピクセル）でのハイビジョン放送を行う。
- 2004年（平成16年）7月4日 - 商号を「株式会社BSジャパン」に変更（「ビーエス」を「BS」に変更したBS放送事業者はBS日本〈BS日テレ〉に次いで2社目）。同時に本社を移転。
- 2005年（平成17年）9月30日 - ラジオ放送を終了。
- 2006年（平成18年）4月1日 - テレビ放送用のスロット数を23に増加する。
- 2007年（平成19年）
  - 3月 - 2006年（平成18年）度の年間決算において、民放キー局系BS局としてはBSフジと共に初の黒字を達成する。
  - 11月26日 - テレビ放送用のスロット数を24に増加する。
- 2010年（平成22年）
  - 10月1日 - 株式会社テレビ東京、株式会社テレビ東京ブロードバンドとの3社で共同株式移転を行い、認定放送持株会社「株式会社テレビ東京ホールディングス」が設立。同社の完全子会社となった[11]。
  - 12月1日 - 開局10周年を迎えた。
- 2011年（平成23年）
  - 4月1日 - ブランドマークをテレビ東京に似せたデザインに変更。ウォーターマークは、5月9日より変更[注 6]。
  - 9月14日 - 受信機表示アイコンが変更。
- 2016年（平成28年）
  - 8月29日 - 本社を六本木グランドタワーに移転。
  - 11月7日 - テレビ東京の新本社移転と共に、送出マスターを地上波・BS統合マスターに更新され、これまで使われて来た東芝製からNEC製に変更された[12]。
- 2018年（平成30年）
  - 4月16日 - 12月の4K8K本放送開始に伴うBSチャンネル再編により、物理チャンネルをBS-3chからBS-1chに移動し、テレビ放送用のスロット数を16に減少させ、解像度が地上デジタル放送と同等の1440×1080ピクセルに低下。
  - 9月30日 - BSジャパン名義としての放送最終日。
  - 10月1日 - BSジャパンからBSテレビ東京に社名を、「BSテレ東」にサービス名をそれぞれ変更[2]。ウォーターマークと受信機表示アイコンも同時に変更。コーポレートロゴは、既にテレビ東京に似せていたBSジャパン時代のブランドマークから「BS」を、テレビ東京のブランドマークから「TOKYO」をそれぞれ引き継ぎ「BS TV TOKYO」（「BS」と「TOKYO」の間に小さく「TV」）に変更。これに伴い、BS放送事業者名に初めて「テレビ」がついた。
  - 11月30日 - BSテレ東4K開始前日のこの日、公式ウェブサイトをテレビ東京の公式ウェブサイトへ統合され、地上波・BS局の公式ウェブサイトを一体化。
  - 12月1日 - BSジャパン時代から数えて放送開始18周年を迎えたこの日、新4K8K衛星放送「BSテレ東4K」開局[注 7]。リモコンキーIDは2Kサービスと同じ「7」であるが、物理的にもBS-7chの40スロットが割り当てられた。
- 2020年（令和2年）
  - 12月1日 - BSジャパン時代から数えて開局20周年を迎えた。
- 2023年（令和5年）
  - 11月13日 - 25年ぶりとなるテレビ東京のブランドマーク刷新に合わせて、現社名変更から約3年ぶりにブランドマークを改定。"テ"の右下の赤い部分（英字ブランドマークは"T"の赤い部分）がリモコンキーIDである"7"をモチーフとした矢となる[13][14]。

### キャッチコピーの変遷
- 開局当初：「テレビより、もっとテレビ」
- 2010年3月まで：「Know（ノゥ=脳）にシゲキ BS JAPAN」[15]
- 2010年4月 - 2013年3月：「MADE IN BS JAPAN」（開局10周年記念キャッチコピー）
- 2013年4月 - 2014年3月：「そこ、掘り下げます。BSジャパンか、それ以外か。」[16]
- 2014年4月 - 2015年3月：「BS JAPAN 7ch digital」[注 8]
- 2015年4月 - 2018年9月：「BS JAPAN 7ch」[注 8]
- 2018年10月 - 12月 :「ナナナんと、始動! BSテレ東　BS7ch 全国無料放送!!!」（局名変更記念キャッチコピー）
- 2019年1月 - 2023年11月：「BSテレ東 7ch」[注 9]
- 2023年11月 - ：「ちょっといい明日のために。」[注 10]

## チャンネル内訳
放送事業者名は、開局から2018年9月30日まで「BSジャパン」、2018年10月1日から「BSテレビ東京」。

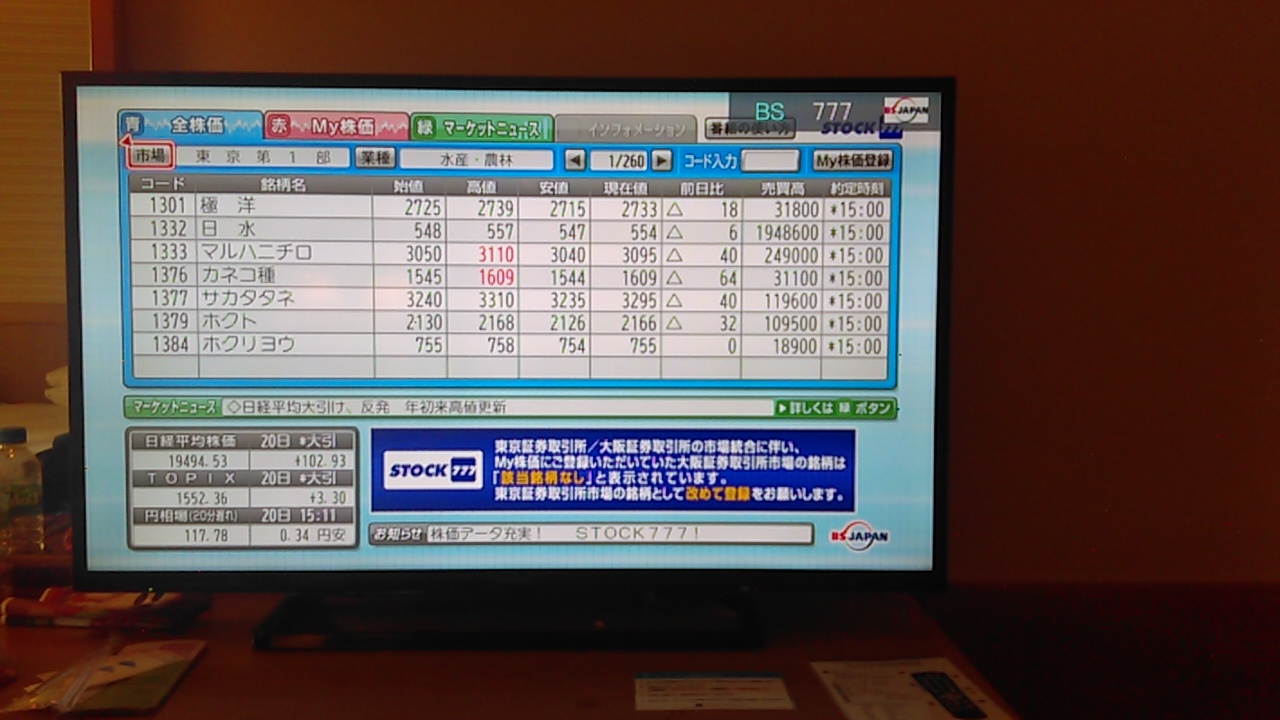
STOCK777

テレビ放送
- 論理チャンネル枠：17x
  - BS171 - 173ch（通常放送）
  - BS179ch（臨時放送）
- リモコンキーID：7

171 - 173chのチャンネル名は順に「BSテレ東」「BSテレ東2」「BSテレ東3」。BSジャパン時代は同様に「BSジャパン」「BSジャパン2」「BSジャパン3」だった。
開局以来長らくマルチ編成を行っていなかったが、2016年11月に送出マスター設備が稼働。マルチ編成が可能となり、プロ野球中継延長の際は171（・173）chで通常番組、172chで野球中継が実施される（172chは標準画質）。2021年11月からはレギュラーでのマルチ編成も開始された（BS日テレに次いで2局目）。
179chの「BSテレ東臨時」（旧「BSジャパン臨時」）は臨時放送用として割り当てられており、使用されたことは無い。
独立データ放送
- 論理チャンネル枠：77x
  - BS777・778ch

777chはチャンネル名「株価情報」、番組名「STOCK777」。日本経済新聞社・東京証券取引所・QUICKから提供された株価情報を放送している。BSデジタル放送局のデータ放送としては珍しく、当初は時間帯によって放送内容が変わる凝った内容になっていた（平日の日中に株価情報、それ以外の時間帯は星占いや通販番組を放送していた）。テレビ放送は視聴出来ず、テレビ放送に戻るにはdボタンを押すとダイアログが表示され、その表示中にもう一度dボタンを押すことで171chに戻れる。
2025年6月29日をもって放送を終了し、当チャンネルの株価情報は、171chに引き継がれた。
同年6月30日以降はサービス終了等が書かれた一枚絵を放送している。
778chは2010年4月以降、チャンネル名「BSジャパン778」として運用され、双方向番組の終了に伴う「Myアドレス消去案内」として受信機に保存されたMyアドレスの確認・削除ができるようになっていたが、2011年以降は171chを選局すると自動でMyアドレスが消去されるようになったため、その旨の案内がされていた。なお777chと異なり、171chのテレビ放送も視聴可能だった。778chは2016年3月31日に放送終了し、以降は使用していない。
かつてはBS770 - 779chが割り当てられ、770chを「データ放送のポータルサイト」（171 - 173chでdボタンを押すと自動転送。ただし連動データ放送時を除く）、773・778chを双方向サービスの案内など、774chを「お得情報」、779chを「お得情報」の別館として使用していた。なお、771chは「日経ニュースフラッシュ」、772chは「天気予報」のチャンネルとして使用していたが、2005年に放送終了した。775・776chは使用されていなかった。
その後、2008年に770ch以外の内容を778chに集約して「ぶらりメディア」というタイトルでポータルサイトを展開していたが、こちらも2010年3月31日をもって終了した。
ラジオ放送
- 論理チャンネル枠：47x
  - BS471・472ch

音楽番組を中心とした「BSJラジオ」（471ch）と、音楽番組専門の「mother earth」（472ch）を放送していたが、いずれも2005年9月30日をもって終了した。
「mother earth」については、前述の独立データ放送のうち779chにチャンネルを移して夜間のみ放送を継続していたが、こちらも2008年3月30日に終了している。
なおEPGには対応しておらず、視聴するにはデータ放送のトップページを経由して呼び出す必要があった。
各種画面表示について
- チャンネルロゴ表示は3代目で、テレビ東京のロゴを模したものを2018年10月より使用している。初代のロゴは2004年11月1日より、当時のロゴマークの一部を使った「BSJ」という表示を2011年5月8日まで使用した[注 11]。当初は番組の開始時とCM明けの数秒間のみだったが、2005年11月1日より常時表示されるようになった。2011年4月より2代目のロゴに切り替わり、この時点からテレビ東京のロゴを模したものとなった[注 12]。
- 提供クレジット枠が存在する番組でスポンサーがつかない場合は、提供クレジット枠で画面の中央または右下に半透明の局ロゴを代わりに表示していた（一部の時間帯のみスポンサーなしの場合も含む）[注 13][注 14]。2代目ロゴに変更する前は黒縁付きの白文字だった。2023年11月のブランドマーク刷新と同時期に廃止された。
  - 地上波との同時放送の場合、テレビ東京制作の番組では同じスポンサーであっても提供クレジットを地上波・BSで別に送出して表示できるが、TXN系列各局制作の番組（主にゴルフ中継）ではネット回線の都合上、BS独自での表示ができないため、系列局送出のスポンサーがそのまま表示される。
- 2か国語放送の対応マークは、2016年11月7日のマスター更新後は長方形の枠内に「二ヵ国語」と表示している。それ以前は、1978年から2000年代中頃までTXN系列地上波局で使用していたもの（ステレオ放送・2か国語放送共通の音声多重放送マーク）を使用しており、マークの右側には「この番組は二ヶ国語放送です。」というテロップを添えていた。
- ニュース速報・地震情報など各種速報テロップは、2016年11月の放送マスター更新まではBSデジタル放送の機能の一つである「字幕スーパー機能」を用いて、字幕放送と同様の形式で表示していた[注 15]。マスター更新後は、他局と同様の字幕テロップとして表示している。また、気象警報の速報テロップは2014年9月より表示している[注 16]。
- 緊急地震速報のテロップはテレビ東京と同じフォーマットで、日本全国地域を問わず表示する。2016年11月6日までは、チャイム音のみ局独自のものを使用していた。

### 放送時間
開局時から長らく、終夜放送（24時間放送）を実施していなかった。最初の終夜放送は、2011年12月26日から2012年1月2日（正確には1月3日の4時08分まで）にかけて行われた。
開局当初から2006年頃までは平日が5時45分、週末が6時から放送開始で、平日は翌日1時50分、週末でも翌日2時過ぎで放送終了としており、終夜放送が多いBSデジタル放送局の中では消極的なタイムテーブルとなっていた。後に深夜・早朝の番組を強化し、平日は5時15分、週末は5時から放送を開始し、深夜は翌日の概ね3時30分から4時過ぎ（日曜深夜のみ月曜2時10分）で放送終了としていた。
2012年8月からは金曜日未明に映画番組『朝までシネマ』が編成され、終夜放送をほぼ毎週行うようになった（同番組終了後に放送休止をはさむ場合もあり）。同年10月からは月曜未明・早朝を除くほぼ毎日、中断時間が日に20-30分程度の「準終夜放送」状態となった。
2016年1月からは早朝に『早起き日経+FT』が編成され、平日の終夜放送が常に実施されるようになった（編成の都合により、放送休止の時間帯が設定される場合あり）。

## 資本構成
企業・団体は当時の名称。

### 2010年10月1日以降
| 株主                       | 比率 |
| -------------------------- | ---- |
| テレビ東京ホールディングス | 100% |

## 主な番組
地上波で放送時間を拡大し特別番組として放送された番組については、「そのまま放送」されるか「分割して2週間以上にわたって放送」されるかのいずれかとなる。後者については、主にテレ東系列局以外の地方局向けの番組販売用に編集されたもので、アニメ番組を中心に実施される（地上波の編成の都合により、遅れは数週間以内に相殺されることがほとんどである）。
字幕放送については、比較的多くの番組で実施している。民放キー局系のBS放送局ではBS朝日に次いで2番目に多い。
全て日本時間。2025年7月現在の時点で放送されている番組のみについて記述する。
- 「[☆]」 - テレビ東京とサイマル放送（同時放送）を行っている番組
- 「[4K]」 - 4K制作番組
- 「[字]」 - 字幕放送実施
- 「[二]」 - 二ヶ国語放送
- 「[デ]」 - データ放送

### 報道
| 番組名                                | 放送日時                                   | 備考 |
| ------------------------------------- | ------------------------------------------ | --- |
| モーサテ                              | 月 - 金曜 5:45 - 7:05                      | [☆] 2000年12月4日スタート 東京証券取引所が祝日・年末年始などで休場となる場合は、放送が休止となる。 |
| 日経モーニングプラスFT                | 月 - 金曜 7:05 - 7:55                      | [4K][二] 2014年3月31日スタート 東京証券取引所が祝日・年末年始などで休場となる場合は、放送が休止となる。 FT関連コーナーのみ二ヶ国語放送。 |
| 日経ニュース プラス9                  | 月 - 木曜 20:54 - 21:54 金曜 21:54 - 22:54 | [4K] 2013年4月1日スタート 2021年3月26日までは「BSニュース 日経プラス10」の番組名で月 - 金曜 22:00 - 23:00で放送していた。 |
| ワールドビジネスサテライト            | 月 - 金曜 23:00 - 翌0:00                   | [☆] 2000年12月1日スタート 特別番組などで放送開始時間変更があり地上波と開始時間が一致しない場合、サイマル放送を中止し録画放送となる。 2021年3月29日より地上波での放送時間を月 - 木曜 22:00 - 22:58に変更（金曜は変更なし） BSテレ東での放送時間変更は無いが、サイマル放送は金曜のみとなる。 |
| ビビると咲楽とトモに深掘り!知るトビラ | 金曜 18:30 - 19:00                         | 2022年10月7日スタート 2022年4月8日から9月30日までの18:00 - 18:30はBS朝日で放送していた。 |
| 日経プラス9サタデー ニュースの疑問    | 土曜 9:30 - 10:30                          | [4K] 2017年4月1日スタート 2021年3月27日までは「日経プラス10サタデー ニュースの疑問」の番組名で放送していた。 |
| NIKKEI日曜サロン                      | 日曜 9:30 - 10:00                          | 2018年10月7日スタート |
| 皇室の窓スペシャル                    | 不定期（概ね四半期に一度）                 | 旧「皇室の窓」。 |

### 教養・経済・ドキュメンタリー
| 番組名                                                      | 放送日時            | 備考 |
| ----------------------------------------------------------- | ------------------- | --- |
| グロースの翼～350万社の奮闘記～                             | 日曜 22:00 - 22:30  | [字] 2021年4月4日スタート 大塚商会一社提供番組 |
| タタムなんてもったいない!                                   | 日曜 22:30 - 23:00  | [字] 2021年10月3日スタート |
| Earthshot 世界を変えるテクノロジー                          | 月曜 22:30 - 22:55  | [字] 2022年4月より「Earthshot 世界を変える起業家たち」より改題し番組リニューアル。                                                                                            |
| 日経スペシャル ガイアの夜明け                               | 火曜 22:00 - 22:54  | [字] 特別番組やスポーツ中継で休止の場合、他の時間帯や他の曜日に放送。 2021年3月22日までは月曜 20:00 - 20:54で放送していた。                                                   |
| 日経スペシャル 人生100年時代 マネーのまなび                 | 木曜 22:00 - 22:54  | [字] |
| 一柳良雄が問う 日本の未来                                   | 土曜 9:00 - 9:30    | [字] 2020年3月28日までは土曜 8:30 - 9:00で放送していた。 |
| ファッション通信                                            | 土曜 23:00 - 23:30  | [字] 資生堂一社提供番組 2002年4月に地上波からBSに全面移行 |
| HEBEL HAUS MUSEUM 新美の巨人たち                            | 土曜 23:30 - 翌0:00 | [字] 2020年3月28日までは土曜 18:00 - 18:30で放送していた。 放送時間拡大SPも不定期に放送。 地上波より6日遅れ。 ヘーベルハウス（旭化成ホームズ）一社提供番組（2022年10月 - ）。 |
| 日経スペシャル 私の履歴書                                   | 不定期              | |
| 日経スペシャル SDGsが変えるミライ〜小谷真生子の地球大調査〜 | 不定期              | [字][デ] |

### アニメ
BSジャパンとしての開局当初から地上波で朝から夕方（いわゆる全日）にかけて放送されているアニメ番組群（一部の作品除く）を継続的に遅れネット（作品によっては同時ネット）で放送している。BSジャパン時代にはテレビ東京を含む地上波では放送せず本局で独占放送した作品もあった。
一方、深夜アニメについては、開局から2010年代前半まで本局で放送することは非常に稀であったが、2010年代半ば頃から増加傾向にあり、TXNの地上波では全日枠で放送されている一部作品についても深夜枠で放送するケースが増えていた。
2020年代に入ると、放送時間帯（全日帯・深夜帯）を問わず番組本数が減少傾向になっており、テレビ東京（系列）地上波で放送される一部の作品についても本局ではなくBS日テレやBS11などのBS他局が代替でネットするケースが増えている。
シリーズ毎のネットは作品によって差異があるため、詳細は後述の項目を参照。
当社やテレビ東京が関与しないTOKYO MX等の独立局を中心に放送される作品群（いわゆるUHFアニメ）については放送に消極的で、過去に2本を放送したのみに留まっている。
| 番組名                               | 放送日時                     | 備考                                                  |
| ------------------------------------ | ---------------------------- | ----------------------------------------------------- |
| 怪獣8号（第2期）                     | 火曜 0:30 - 0:59（月曜深夜） | 2025年7月22日スタート                                 |
| ニャイト・オブ・ザ・リビングキャット | 水曜 0:30 - 0:59（火曜深夜） | 2025年7月9日スタート                                  |
| SAKAMOTO DAYS（第2クール）           | 金曜 0:30 - 0:59（木曜深夜） | 2025年7月18日スタート                                 |
| 遊☆戯☆王SEVENS                       | 土曜 0:30 - 0:59（金曜深夜） | [字] 再放送 2025年3月までは金曜 17:00 - 17:28に放送。 |
| ポケットモンスター                   | 日曜 7:00 - 7:30             | [字] 連動データ放送なし                               |
| ホテル・インヒューマンズ             | 月曜 0:30 - 0:59（日曜深夜） | 2025年7月7日スタート                                  |

### 旅・紀行・食
| 番組名                         | 放送日時           | 備考                                                                          |
| ------------------------------ | ------------------ | ----------------------------------------------------------------------------- |
| 辰巳琢郎の葡萄酒浪漫           | 日曜 23:30 - 24:00 | [字]                                                                          |
| 幸せごはん、みつけた。         | 日曜 11:25 - 11:55 |                                                                               |
| <火曜トラベル7>                | 火曜 18:54 - 20:49 | 2021年4月6日スタート ローカル路線バス乗り継ぎの旅シリーズなどの旅番組を放送。 |
| 厳選!にっぽん原風景紀行        | 不定期             | かつてレギュラー放送されていた『にっぽん原風景紀行』の再放送                  |
| 出発!ローカル線 聞きこみ発見旅 | 不定期             | 2019年9月末までは月曜 18:30 - 20:55にレギュラー放送されていた。               |

### バラエティ・エンターテインメント・趣味・音楽
| 番組名                                   | 放送日時                                   | 備考 |
| ---------------------------------------- | ------------------------------------------ | --- |
| <BS歌謡アワー>                           | 月曜 - 水曜・金曜 17:58 - 18:54            | 2021年4月5日スタート BSテレ東で放送された音楽番組の再放送を中心に放送。                                                             |
| YOUは何しに日本へ?Classic                | 水曜 18:54 - 19:49                         | 2021年3月2日までは火曜 21:00 - 21:54で放送していた。                                                                                |
| いまからサイエンス                       | 水曜 22:00 - 22:55                         | [字] |
| 開運!なんでも鑑定団                      | 木曜 19:54 - 20:54                         | [字] 2000年12月7日スタート 放送時間拡大SPは前後2篇に分割か放送なし 解説放送・連動データ放送なし                                     |
| 徳光和夫の名曲にっぽん                   | 金曜 19:00 - 19:54                         | [字] |
| 武田鉄矢の昭和は輝いていた               | 金曜 20:00 - 20:54                         | [字] |
| 突撃!隣のスゴイ家                        | 金曜 21:00 - 21:54                         | [字] 2021年3月18日までは木曜 21:00 - 21:54で放送していた。                                                                          |
| オードリー春日の知らない街で自腹せんべろ | 土曜 22:00 - 22:30                         | [字] 2025年4月12日スタート |
| サブちゃんと歌仲間                       | 土曜 5:30 - 6:00                           | [字] 地上波から移行。再放送ではなく新規制作。                                                                                       |
| おんがく交差点                           | 土曜 8:00 - 8:30                           | [字] 司会：春風亭小朝、大谷康子 |
| エンター・ザ・ミュージック               | 土曜 8:30 - 9:00                           | [字] 2020年3月28日までは土曜 23:30 - 24:00で放送していた。                                                                          |
| THE名門校 日本全国すごい学校名鑑         | 土曜 10:30 - 11:30                         | [字] |
| 日本作詩大賞                             | 12月上旬土曜 18:30 - 20:54                 | 2018年の第51回より地上波から移行。                                                                                                  |
| ワタシが日本に住む理由                   | 土曜 21:00 - 22:25                         | |
| 飯尾和樹のずん喫茶                       | 日曜 17:45 - 18:15                         | [字] 2021年10月17日スタート 当初は10月17日 - 11月14日の期間限定番組。 2022年1月23日から1クール限定で再開、4月よりレギュラー放送化。 |
| なないろ日和!                            | 日曜 10:30 - 11:25 月曜 -金曜 9:59 - 10:55 | [☆] 2014年3月31日スタート 月曜 - 木曜は地上波と一部同時ネット。 金曜、日曜は過去の内容の再放送編集版。                              |
| BS演歌の花道                             | 日曜 21:00 - 21:55                         | [字] 2020年4月7日スタート 2021年3月23日までは火曜 19:00 - 19:55で放送していた。                                                     |
| ハロドリ。                               | 月曜 1:15 - 1:45（日曜深夜）               | 2020年4月12日スタート 地上波より6日遅れ。                                                                                           |
| 東急ジルベスターコンサート               | 12月31日深夜                               | [☆] |
| アイドル魂なだれ坂ロック!                | 不定期                                     | |
| 緊急SOS!池の水ぜんぶ抜く大作戦           | 不定期                                     | [字] |

### ドラマ・映画・時代劇
| ジャンル     | 番組名                                                               | 放送日時                             | 備考 |
| ------------ | -------------------------------------------------------------------- | ------------------------------------ | --- |
| 映画         | シネマジャパン【土曜は寅さん!4Kでらっくす】                          | 土曜 18:30 - 20:54                   | [4K][字] 男はつらいよシリーズを4Kデジタルリマスター版で1作目から順に放送。 |
| 映画         | シネマクラッシュ                                                     | 日曜 18:55 - 20:55                   | [4K][字][二] 2013年4月5日放送開始。開始終了時間変動の場合あり。 洋画を中心に放送。 2015年度までは『シネマクラッシュ〜映画大好き〜』のタイトルで金曜日に放送されていた。 一部映画のみ4K制作放送、二ヶ国語放送。 2022年3月14日までは月曜 18:54 - 20:54で放送していた。 |
| 映画         | シネマ・アディクト                                                   | 月曜 2:40 - 2:45（日曜深夜）         | 新作映画紹介or放送予定映画紹介 他にも不定期放送有り。 他映画番組のクッション枠に放送される場合もある。 |
| 映画         | シネマスペシャル                                                     | 不定期                               | [4K][字][二] 一部映画のみ4K制作放送、二ヶ国語放送。 |
| 国内ドラマ   | ザ・ミステリー                                                       | 月曜 - 金曜 12:56 - 14:56            | [字] 祝日を中心にドラマ以外の特別番組や通販番組が編成される場合もある。 |
| 国内ドラマ   | 夕方ミステリー                                                       | 月曜 - 金曜 15:54 - 17:56            | [字] |
| 国内ドラマ   | 晩酌の流儀4                                                          | 火曜 0:00 - 0:30（月曜深夜）         | [字] |
| 国内ドラマ   | 40までにしたい10のこと                                               | 水曜 0:00 - 0:30（火曜深夜）         | [字] 2025年7月9日スタート |
| 国内ドラマ   | 量産型ルカ -プラモ部員の青き逆襲-                                    | 木曜 0:00 - 0:30（水曜深夜）         | [字] 2025年7月10日スタート |
| 国内ドラマ   | 警視庁強行犯係・樋口顕                                               | 木曜 19:00 - 19:54                   | [字] 再放送 |
| 国内ドラマ   | やぶさかではございません                                             | 金曜 0:00 - 0:30（木曜深夜）         | [字] |
| 国内ドラマ   | 土曜お昼のミステリー                                                 | 土曜 11:30 - 13:30                   | [字] ドラマ以外の特別番組や通販番組が編成される週もある。 |
| 国内ドラマ   | 真夜中ドラマ                                                         | 日曜 0:00 - 0:30（土曜深夜）         | [4K] 現在放送中の作品は当該項目を参照。 |
| 国内ドラマ   | 傑作ミステリー                                                       | 日曜 12:00 - 14:00                   | [字] ドラマ以外の特別番組や通販番組が編成される週もある。 |
| 国内ドラマ   | 孤独のグルメ Season9                                                 | 日曜 18:15 - 18:55                   | |
| 国内ドラマ   | 私があなたといる理由〜グアムを訪れた3組の男女の1週間〜               | 月曜 0:00 - 0:30（日曜深夜）         | [字] 2025年7月7日スタート |
| アジアドラマ | 韓ドラ☆恋人〜あの日聞いた花の咲く音〜 （日本語字幕付・二カ国語放送） | 月 - 金曜 10:55 - 12:00 ※171chで放送 | [二] |

### スポーツ
| ジャンル         | 番組名                                                | 放送日時                                                                | 備考 |
| ---------------- | ----------------------------------------------------- | ----------------------------------------------------------------------- | --- |
| スポーツニュース | みんなのスポーツ                                      | 土曜 25:00 - 25:30 日曜 25:35 - 26:10                                   | |
| 競馬             | ウイニング競馬                                        | 土曜 14:30 - 16:00 月曜or金曜 15:00 - 16:00（中央競馬3日間開催時のみ）  | [☆] 14:30開始時は地上波より30分先行して放送（地上波が途中飛び乗り）。 |
| 野球             | ALWAYS Baseball                                       | ナイター17:58 - 20:54（最大24:00まで）デーゲーム 試合開始 - 2時間54分後 | 読売ジャイアンツ戦ビジターゲーム及び各球団主催試合（北海道日本ハムファイターズ・東北楽天ゴールデンイーグルス・東京ヤクルトスワローズ・千葉ロッテマリーンズ・埼玉西武ライオンズ・中日ドラゴンズ・オリックス・バファローズ・阪神タイガース〈テレビ大阪制作〉、福岡ソフトバンクホークス〈TVQ九州放送制作〉）を放送。 日本シリーズは放送実績がない 番組延長時は172chで放送（平日・週末ナイターのみ）。 |
| 野球             | マンデーMLB                                           | 月曜 18:54 - 20:54                                                      | 2022年4月11日スタート メジャーリーグ・エンゼルスの試合を中心に中継録画放送。 |
| ゴルフ           | 矢作兼のGOLFフリークス                                | 土曜 7:30 - 8:00                                                        | [字] |
| ゴルフ           | ゴルフ交遊抄                                          | 日曜 7:30 - 8:00                                                        | [字] |
| ゴルフ           | ゴルフ侍、見参!                                       | 日曜 8:00 - 9:00                                                        | [字] |
| ゴルフ           | 孝太郎の爽快ゴルフバトル！                            | 日曜 9:00 - 9:30                                                        | 2025年4月6日スタート |
| ゴルフ           | SMBC シンガポールオープン                             | 毎年1月開催                                                             | 2016年から放送開始。2021年は新型コロナウイルスによる影響で開催中止。 |
| ゴルフ           | 明治安田レディスゴルフトーナメント                    | 毎年7月第3週                                                            | 2024年までは明治安田レディス ヨコハマタイヤゴルフトーナメント（毎年3月第2週）。2025年から現大会名に変更した。 |
| ゴルフ           | 全米プロゴルフ選手権                                  | 毎年5月開催                                                             | |
| ゴルフ           | ニチレイレディス                                      | 毎年6月開催                                                             | |
| 卓球             | 卓球ジャパン!                                         | 土曜 22:30 - 22:54                                                      | 2018年1月9日スタート |
| 卓球             | 世界卓球選手権                                        | 毎年5月開催（2016年は2月28日から3月6日に開催）                          | 2011年はハイライトを放送。2016年は地上波で放送しない火曜日だけ放送。 |
| 卓球             | ワールドカップ (卓球)                                 | 不定期                                                                  | |
| 卓球             | Tリーグ中継                                           | 不定期                                                                  | |
| サッカー         | FOOT×BRAIN                                            | 月曜 2:10 - 2:40（日曜深夜）                                            | [字] テレビ東京地上波より8日遅れ。 |
| ボートレース     | BOAT RACEプレミア／同 全力YELL!ボートレーススピリッツ | プレミアは不定期 ボートレーススピリッツは毎週日曜16:00 - 16:54          | TOKYO MX制作（プレミア）、2025年4月から放送局をBSフジから移転と同時に「BOAT RACEプレミア 〜ハートビートボート+〜」からタイトル変更。 |
| 競輪             | 寬仁親王牌・世界選手権記念トーナメント                | 毎年10月開催                                                            | 2018年より決勝戦を放送。 |
| 柔道             | グランドスラム・東京                                  | 毎年12月開催                                                            | 旧・嘉納杯柔道ワールドグランプリ |

※かつてはボクシング中継も行われていたが、2010年10月以降放送されていない。

### 通販番組
| 番組名                                                     | 放送日時 | 出演者                                     | 備考 |
| ---------------------------------------------------------- | --- | ------------------------------------------ | --- |
| ジャパ得!ショッピング                                      | 日曜 5:00 - 5:30 月 - 金曜 4:51 - 5:20                                                                                  | 塚本慎太郎、中島一成ほか                   | 他にも不定期放送有り。                                                                                     |
| BSものスタサンデー                                         | 日曜 5:30 - 6:30 | マックン（パックンマックン）、乾貴美子ほか | |
| グットモットプライステレビショッピング（ナカノチャンネル） | 日曜 17:30 - 18:20 |                                            | |
| BSテレ東Shop                                               | 火曜 - 木曜 5:20 - 5:45 土曜 6:00 - 6:30                                                                                | 山内乃理子ほか                             | 他にも不定期放送有り。                                                                                     |
| 快適!ショッピングスタジオDX                                | 月 - 金曜 12:00 - 12:56 土曜 4:00 - 5:30                                                                                | 塚本慎太郎、中島一成ほか                   | 他にも不定期放送有り。                                                                                     |
| ゴルフ ギア魂                                              | 月曜・金曜 5:20 - 5:45                                                                                                  | 関雅史ほか                                 | |
| ショッピングQ                                              | 火 - 金曜 0:59 - 4:22（月 - 木曜深夜） 土曜 0:59 - 3:53（金曜深夜） 日曜 3:00 - 4:00（土曜深夜） （全てBSテレ東4Kのみ） |                                            | 2K放送でも不定期に放送有り。                                                                               |
| お買物エンターテイメント                                   | 不定期 |                                            | 2014年12月3日 - 2015年9月30日までの間は水曜 15:04 - 15:33で放送。 以後も2ヶ月に1回程度の頻度で不定期放送。 |

### ミニ番組
| 番組名                                              | 放送日時                     | 備考                                                                                 |
| --------------------------------------------------- | ---------------------------- | ------------------------------------------------------------------------------------ |
| SDGsファイル チェンジ・ザ・ワールド-世界を変える志- | 日曜 21:55 - 22:00           | テレビ東京地上波より11日遅れ。 2021年3月25日までは木曜 21:54 - 22:00で放送していた。 |
| MY BEST WAY                                         | 火曜 20:49 - 20:54           | NEXCO東日本一社提供番組 2021年3月23日までは火曜 21:54 - 22:00で放送していた。        |
| DXの扉～中小企業が創るビジネスの未来～              | 火曜 21:54 - 22:00           | [字]                                                                                 |
| Beeワールド                                         | 金曜 19:55 - 20:00           | テレビ東京地上波より8日遅れ。                                                        |
| 夢遺産                                              | 金曜 20:54 - 21:00           | テレビ東京地上波より4日遅れ。                                                        |
| 教えて!ドクター 家族の健康                          | 土曜 20:54 - 21:00           | 第一三共一社提供番組 2015年3月まで30分番組だった。                                   |
| 探求の階段                                          | 土曜 21:55 - 22:00           | [字] テレビ東京地上波より9日遅れ。                                                   |
| わたしのヒュッゲ                                    | 土曜 22:54 - 23:00           | テレビ東京地上波より8日遅れ。                                                        |
| Dの旋律～今宵はダンスと音楽と～                     | 日曜 1:30 - 1:35（土曜深夜） | [字] テレビ東京地上波より3日遅れ。                                                   |
| Biz JAPAN                                           | 不定期                       |                                                                                      |

## 終了した番組
「※」 - 地上波などで番組自体は継続

### BSテレ東制作番組
- サテライトJ
- ルック@マーケット
- アンテナカフェ
- マーケットウィナーズ
- ビューティ通信
- マーケットマガジン
- 50's High!（フィフティーズ・ハイ）
- GoodSound!!Cafe
- サッカーTVワイド
- 出動!ミニスカポリス 全国版
- スーパーカーと暮らす 〜My Sweet Honey〜
- Teien
- 楽園物語
- タウンウォッチ
- Vege TV
- ディスカバリーアース
- でじたるテレタビーズ
- 天下統一CG将軍
- トゥールビヨン〜時の仕掛人〜
- 熱中人生!ミドルからの挑戦〜熱中トーク!元気人の発想
- ミッドライフTV
- ムンクを奪還せよ!「叫び」回収までの84日 囮捜査官チャーリー・ヒルの挑戦!（2007年、民放連賞・ATP賞受賞）
- ラブ×デリ
- ジャンヌ・ダルクへの道〜格闘美宣言〜
- ViVa!アストレス
- 大人のツボ!
- Jプラス1
- ハッピーデザイン
- ライブパレス5.1
- みつばちTV - テレビ東京アナウンサー顔出しによる5分間の番宣枠。
- グルメJ
- 自分を生ききる - 養老孟司をナビゲーターに迎えての単発特番。この番組をテーマに出版された書籍は現在も販売中。
- 日本全国ふるさとの富士山
- THEフライト 翼の時間
- オフタイム〜週末の自由人〜
- ホリペイ
- 潜入調査
- 地球ゆうゆう紀行 - フィラー扱いで不定期に再放送されることがあった。
- 鉄道模型ちゃんねる
- Love Earth 地球遺産の旅
- カツケン 勝間経済研究所
- デキビジ→勝間和代#デキビジ
- MADE IN BS JAPAN
- ベンチャー必勝の法則（木曜 24:00 - 24:30、※2週に1回新作放送）
- 目からウロコの骨董塾
- ふるさと発 元気プロジェクト
- 直撃!トップの決断
- NIKKEI eco×eco（土曜 22:00 - 22:55、※毎月1回放送）
- 池上彰の20世紀を見にいく
- 写真家たちの日本紀行 〜未来に残したい情景〜
- 欧州 美の浪漫紀行3
- 世界絶景シリーズ
- にっぽん混浴温泉の旅 名湯・秘湯大全集（2012年1月、※単発）テレビ北海道など一部の地上波局でも放送
- ギルガメッシュLIGHT
- 山本耕史“スイートJAM”
- 世の中進歩堂
- 地球★アステク
- アジアの風 小さな挑戦者たち
- 高田純次の年金生活
- Premium Korea 韓流ファクトリー
- 小林麻耶の本に会いたい
- ヴァンガードTV
  - ヴァンガードTV2
  - ヴァンガードTV TRY
  - ヴァンガードスタジアム
  - サタデーヴァンガード1030
- にっぽん原風景紀行
- Music Travel
- 7days,backpacker〜今しかできない旅がある〜
- 暮らしに役立つ!家電の学校
- 百年の町なみ
- NIKKEI×BS LIVE 7PM
- 千の川物語〜にっぽん美しき水風景
- 進ちゃん和ちゃんの唄トーク
- 夫婦でありがとう
- 小谷真生子のKANDAN
- みんなのまち
- BSジャパンスペシャル
- トムさんの田舎のごちそう
- 暮らしの学校〜もっと知りたい!住まいと家電〜
- TOKYO BRANDNEW DAYS
- ヒデキの感激!NEXTハウス
- 演歌の花道 傑作選
- 酒とつまみと男と女
- 大竹まことの金曜オトナイト（2013年4月から2015年3月まで）
- テレビ日経おとなのOFF
- ものラボ
- 価値ある家づくり!バリューハウス
- 未来シティ研究所
- あっぱれ!8020さん 〜噛んで健康ハッピーライフ〜
- こちら!リンリン相談室
- グッドマザーズ 母から生まれたすべての人へ
- 聞きこみ!ローカル線 気まぐれ下車の旅
  - 出発!ローカル線 聞きこみ発見旅 - レギュラー放送は2019年9月末に終了したが、現在でも不定期に放送されることがある。
- 出発!気ままに趣味旅
- Wのチカラ ウーマノミクス
- クルーズだより 世界の海から
- ON THE ROCK!
- ザ・ロックTIMES 〜世界を変えた音楽〜
- 就活SESSION 田村淳の大学生ビジネス会議
- にっぽん真発見
- 美しき日本百景
- ピンチで学ぶビジネス英語
- エブリ!バディ部
- 遊々自適 〜人生の扉〜第2の人生を謳歌している素敵な女性
- Road to UFC: Japan
- お金のなる気分 〜欲張り女子のケーザイ学〜
- 知る食うロード 〜発見!食の景観〜 - 現在も不定期に再放送されることがある。
- 結婚式、挙げてみませんか?
- 運命の日 ニッポンの挑戦者たち
- 島田秀平の恐怖世界
- 未来EYES
- ゴルフしようよ!宮里道場Premium〜ゲームの決断〜
- パパベン～こだわりレシピ～
- 路地裏遺産
- 石坂浩二のニッポン凄い人名鑑
- ミステリアスジャパン
- ポチたまペットの旅シリーズ
  - だいすけ君が行く!ポチたま新ペットの旅
  - ポチたまペットの旅
  - まさはる君が行く!ポチたまペットの旅
  - まさはる君が行く!ポチたまペット大集合
- 祭りだ!祝いだ!めでてぇ〜メシ
- バカリズムの30分ワンカット紀行

#### 報道
- WBS Weekend
- 早起き日経+FT
- 石川和男の危機のカナリア

#### 教養・経済・ドキュメンタリー
- ネクスト経済研
- 日経みんなの経済教室
- こちら経済編集長
- NIKKEIプラス1をみてみよう
- 羽田土曜会 ニッポンを元気にする地方の星
- 松田学の未来経済タイムズ
- 乗れない鉄道に乗ってみた!

#### バラエティ・エンターテインメント・趣味
- 人生が変わる人事の話
- ご本、出しときますね?
- 開運なんでも鑑定団 極上お宝サロン
- TVチャンピオン極 〜KIWAMI〜
- カンニング竹山の新しい人生、始めます!
- 青春（アオハル）しか勝たん!
- 火曜ファンタイム
- 金曜アドバンス
- Mr.都市伝説 関暁夫のゾクッとする怪感話
- 都会を出て暮らそうよ BEYOND TOKYO
- 東京パソコンクラブ 〜プログラミング女子のゼロからゲーム作り〜

#### スポーツ
- ゴルフ 天下!たい平
  - ゴルフ 天下!たい平2
  - ゴルフ天下!たい平～女子プロ育成編～
- Challenge Spirits〜スポーツの未来を考える〜
- 伊藤淳史ののほほーんゴルフ “80切りできるかな”
- ゴルフクイーンズマッチ～企業対抗女子ゴルフ選手権～
- ゴルフビーナス ダブルスマッチ
  - ゴルフビーナス チャレンジマッチ

#### ミニ番組
- 母の味宅配便
- Let'sご当地体操プラス
- 憧れの名店 〜夢と音の多重奏〜
- レモンサワーでごちそうさま!
- 喰らえ!Vナナ飯店

#### 単発特別番組枠
- ゴールデンクロス〜話題の社長が気になる社長に会いに行く〜

### BSテレ東以外の制作番組
テレビ東京
- TXNニュース※ - BSでは2014年2月23日放送分でネット打ち切り。
- 田勢康弘の週刊ニュース新書
- マネーの羅針盤
- 辰巳琢郎のリフォームの魔法
- 解決スイッチ
- 今夜もドル箱V※ - 現在は「SHOW激!今夜もドル箱」として地上波のみで継続中。
- SICKS〜みんながみんな、何かの病気〜
- ぴかぴかマンボ
- 日経スペシャル 未来世紀ジパング〜沸騰現場の経済学〜
- Beeミュージアム
- 100年の音楽

TXN系列局
- THE フィッシング（テレビ大阪制作）※
- 綾小路きみまろの人生ひまつぶし（テレビ大阪制作）
- ヴァンガ道（テレビ愛知制作、第2期のみ）
- 未来の主役 地球の子どもたち（TVQ九州放送制作）※

### アニメ・特撮

#### 本局独占放送作品
- 人造昆虫カブトボーグ V×V（アニマックスでも放送）
- ナノ・インベーダーズ

#### 地上波でも放送されたアニメ作品
冒頭に○がある作品は、TXN地上波全局と同時放送、⭐︎がある作品は、TXNの地上波では全日帯での放送だが本局では深夜帯で放送。
本局製作参加作品
- ハンドレッド
- タブー・タトゥー
- 灼熱の卓球娘
- 恋愛暴君
- 異世界食堂 - 第2期は製作に参加しておらず、未放送。
- オンエアできない！
- 30歳まで童貞だと魔法使いになれるらしい
- ⭐︎オーイ!とんぼシリーズ - BS松竹東急でも遅れネット。

全日帯アニメ
制作局の表記がないものはテレビ東京制作。本記事では2000年代後半以降に放送された作品を記載。
- 銀魂[注 39]
- おはコロシリーズ - 『おはコロポップ』の途中で打ち切り。
- デュエル・マスターズシリーズ - 『VS』までを放送、『キングMAX』以降はBS12で放送。
- NARUTO -ナルト- 疾風伝（2016年10月期以降は⭐︎）
  - ⭐︎BORUTO-ボルト- NARUTO NEXT GENERATIONS
- イナズマイレブンシリーズ
- カードファイト!! ヴァンガードシリーズ（一部テレビ愛知制作、「アジアサーキット編」から「G Z」までは○）[注 40][注 41]
- ダンボール戦機シリーズ
- 遊☆戯☆王シリーズ- 『遊☆戯☆王デュエルモンスターズGX』は未放送。
  - 遊☆戯☆王デュエルモンスターズ - 本放送終了後に放送[21]。
  - 遊☆戯☆王5D's - 本放送終了後に放送。
  - 遊☆戯☆王ZEXAL
  - 遊☆戯☆王ARC-V
  - 遊☆戯☆王VRAINS
  - 遊☆戯☆王SEVENS
  - 遊☆戯☆王ゴーラッシュ!!
- プリティーシリーズ（シリーズ自体は※）
  - ○プリティーリズム・オーロラドリーム[22]
  - ○プリティーリズム・ディアマイフューチャー
  - ○プリティーリズム・レインボーライブ
  - ○プリティーリズム・オールスターセレクション
  - プリパラ（第38話まで○）
  - アイドルタイムプリパラ
  - キラッとプリ☆チャン - 第102話で打ち切り。
- アイカツ!シリーズ
  - アイカツ!
  - アイカツスターズ!
  - アイカツフレンズ!
  - アイカツオンパレード!
  - アイカツプラネット!
- たまごっち!シリーズ - 第3期「みらくるフレンズ」から放送。第2期「ゆめキラドリーム」以前はBS11で放送。
- フューチャーカード バディファイトシリーズ（テレビ愛知制作）
- 妖怪ウォッチ
  - 妖怪ウォッチ シャドウサイド
  - 妖怪ウォッチ!
  - 妖怪学園Y 〜Nとの遭遇〜
  - 妖怪ウォッチ♪ - 第48話で打ち切り。
- ここたまシリーズ
  - かみさまみならい ヒミツのここたま
  - キラキラハッピー★ ひらけ!ここたま
- パズドラクロス
  - パズドラ※ - 第103話で打ち切り。
- ⭐︎ブラッククローバー
- ⭐︎ダイヤのA actII - 第1期・第2期はBSJapanext（現：BS10）で放送。
- ⭐︎しろくまカフェ - 本放送終了後に放送。
- ⭐︎七つの大罪 神々の逆鱗 - 以前のシリーズ（いずれも毎日放送製作）は未放送。
  - ⭐︎七つの大罪 憤怒の審判
- ⭐︎あひるの空
- ⭐︎SHAMAN KING（2021年版）
- PUI PUI モルカー DRIVING SCHOOL[23] - 第1期は未放送。
- ⭐︎シンカリオン チェンジ ザ ワールド - 以前のシリーズは未放送（第1期はBS-TBSで放送）。

他多数
深夜アニメ
- 十兵衛ちゃん -ラブリー眼帯の秘密- - 本放送終了後に放送。第2期は未放送。
- PROJECT ARMS
  - PROJECT ARMS The 2nd Chapter
- 天使な小生意気
- 人間交差点
- 高橋留美子劇場
  - 高橋留美子劇場 人魚の森
- モンキーターン
  - モンキーターンV
- ギャラリーフェイク
- 鉄人28号 (2004年版アニメ) - 本放送終了後に平日朝に2ヶ月かけて放送。
- 格闘美神 武龍
  - 格闘美神 武龍 REBIRTH
- 史上最強の弟子ケンイチ
- ゴルゴ13
- ハヤテのごとく!! - 第3期・第4期は未放送。
- 閃光のナイトレイド
- バカとテストと召喚獣 - 本放送終了後に放送。第2期『にっ!』は未放送。
- 侵略!イカ娘 - 本放送終了後2話連続で放送。第2期は未放送。
- 新テニスの王子様 - 本放送終了後に放送。『U-17 WORLD CUP』は未放送。
- 探検ドリランド
- 戦勇。 - 本放送終了直前に第13話を除き2日間に渡って放送。第2期は未放送。
- うーさーのその日暮らし - 本放送終了後2013年8月29日に第1期、2014年9月1日に第2期を一挙放送という形で放送。
- ソウルイーターノット!
- 咲-Saki- - 本放送終了後に放送。『阿知賀編』及び本編第2期『全国編』はBS松竹東急で放送。
- 戦国無双
- ワンパンマン - 第1期のみ放送。
- おそ松さん - 第3期以降は未放送。
- D.Gray-man HALLOW
- 美男高校地球防衛部LOVE!LOVE! - 第1期および『HAPPY KISS!』は未放送。第3期『ハイカラ!』はBS日テレで放送。
- あおおに〜じ・あにめぇしょん〜
- 鬼平 - 本放送終了後に第7話までを放送。
- キャプテン翼（2018年版） - シーズン2は未放送。
- 深夜!天才バカボン
- 京都寺町三条のホームズ
- 八月のシンデレラナイン
- KING OF PRISM -Shiny Seven Stars-
- けものフレンズ2 - 第1作は未放送。
- フルーツバスケット（2019年版） - 1st seasonのみ放送。
- BEM
- 魔王城でおやすみ
- のんのんびより のんすとっぷ - 以前のシリーズは未放送。
- オッドタクシー - 本放送終了後に放送。
- ○takt op.Destiny
- 進化の実〜知らないうちに勝ち組人生〜
  - 真・進化の実〜知らないうちに勝ち組人生〜
- 異世界美少女受肉おじさんと
- オリエントシリーズ
- 古見さんは、コミュ症です。 - 第2期のみ放送。
- SPY×FAMILYシリーズ
- 東京ミュウミュウ にゅ〜♡
- ○BLEACH 千年血戦篇
  - BLEACH 千年血戦篇 -訣別譚- - 本放送終了後に放送。
  - BLEACH 千年血戦篇 -相剋譚-
- 英雄王、武を極めるため転生す 〜そして、世界最強の見習い騎士♀〜
- 異世界のんびり農家
- もういっぽん!
- 異世界はスマートフォンとともに。2 - 第1期はBS11で放送。
- BIRDIE WING -Golf Girls' Story-（Season2） - Season1はBS松竹東急で放送。
- 君は放課後インソムニア
- おかしな転生
- 道産子ギャルはなまらめんこい - テレビ東京、テレビ北海道と同時放送。
- 愚かな天使は悪魔と踊る
- SHAMAN KING FLOWERS
- 出来損ないと呼ばれた元英雄は、実家から追放されたので好き勝手に生きることにした
- 怪獣8号（第1期）
- 菜なれ花なれ
- 狼と香辛料 MERCHANT MEETS THE WISE WOLF - 以前のシリーズは未放送。
- 異世界ゆるり紀行 〜子育てしながら冒険者します〜
- 新米オッサン冒険者、最強パーティに死ぬほど鍛えられて無敵になる。
- グレンダイザーU
- SAKAMOTO DAYS（第1クール）
- 夏目友人帳 漆 - 本放送終了後に放送。以前のシリーズは未放送（過去にセレクション放送した実績はあり[24]）。
- 全修。
- 中禅寺先生物怪講義録 先生が謎を解いてしまうから。

#### 独立局系アニメ（UHFアニメ）
いずれもBSジャパン時代のもの。
- かんなぎ
- 化物語 - 以降のシリーズはBS11で放送。

#### 特撮
全てテレビ東京制作。
- 超星神シリーズ
- ウルトラシリーズ※
  - ウルトラマン列伝→新ウルトラマン列伝
  - ウルトラマンオーブ
  - ウルトラマンゼロ THE CHRONICLE
- ガールズ×戦士シリーズ[注 42]
  - アイドル×戦士 ミラクルちゅーんず! - 第27話より放送[注 43]。
  - 魔法×戦士 マジマジョピュアーズ!

### 日本国外制作番組
- ミュージックバンク
- 韓ドラ☆
  - ATHENA-アテナ（字幕版と日本語吹き替え・字幕放送付きの2つの版が存在。2012年10月16日 - 11月12日まで後者の版を放送）
  - マイ・プリンセス（字幕版）
  - グロリア（字幕版）
  - ソル薬局の息子たち（字幕版）
  - 薯童謠（字幕版）
  - ロマンスが必要（字幕版）
  - 最高の愛〜恋はドゥグンドゥグン〜（字幕版）
  - ミス・リプリー（字幕版）
  - 剣士ペク・ドンス（字幕版）
  - 私の心が聞こえる?
  - 愛を信じます
  - 愛情万々歳ブラボー!マイ・ラブ
  - 運命の誘惑（日本語吹替版）
  - マイダス MIDAS
  - 童顔美女
  - 美男<イケメン>バンド
  - ボスを守れ
  - 宮廷女官チャングムの誓い
  - 女の香り
  - 芙蓉閣の女たち〜新妓生伝
  - 恋愛マニュアル〜まだ結婚したい女
  - 剣士ペク・ドンス
  - アラン使道伝
  - 美男<イケメン>バンド 〜キミに届けるピュアビート〜
  - 太陽人イ・ジェマ
  - 大王の道
  - 大祚榮 -テジョヨン-
  - 愛するウンドン
  - トンイ
  - 輝くか、狂うか
  - 今日から愛してる
  - パンチ〜余命6ヶ月の奇跡〜
  - 愛人がいます
  - 恋はチーズ・イン・ザ・トラップ
  - 馬医
  - 番人!～もう一度、キミを守る～
  - 帝王の娘 スベクヒャン
  - 師任堂、色の日記
  - 逆賊 -民の英雄ホン・ギルドン-
  - 華政
  - カンテク〜運命の愛〜
- 華流パラダイス☆
  - 王子様の条件（字幕版）
  - ハヤテのごとく!（字幕版）
  - パフェちっく!スイート・トライアングル（字幕版）
- 中国ドラマ☆
  - 宮廷女官ジャクギ
  - クィーンズ 長安、後宮の乱
  - 二人の王女
  - 皇后的男人〜紀元を超えた恋〜

他多数

### ドラマ・映画・時代劇
土曜ドラマ9（旧：連続ドラマJ）・真夜中ドラマ（旧：真夜中ドラマJ）・DRAMA ADDICT・火曜ドラマ8内で放送された作品については各記事を参照。
BSテレ東オリジナル
- 黒い報告書
- ワカコ酒シリーズ
- 佐藤家の朝食、鈴木家の夕食
- 文豪の食彩
- インテリワードBAR 見えざるピンクのユニコーン
- 今夜はコの字で
- ハルとアオのお弁当箱
- かんばん猫
- ちょい釣りダンディ
- 親友は悪女

ドラマ24
- バイプレイヤーズ〜もしも6人の名脇役がシェアハウスで暮らしたら〜
  - バイプレイヤーズ〜もしも名脇役がテレ東朝ドラで無人島生活したら〜[注 44]
  - バイプレイヤーズ～名脇役の森の100日間～
- 忘却のサチコ
- きのう何食べた?
  - きのう何食べた?正月スペシャル2020
- 浦安鉄筋家族
- あのコの夢を見たんです。
- 生きるとか死ぬとか父親とか
- スナックキズツキ
- シジュウカラ
- シガテラ

など
木ドラ25→木ドラ24
ドラマBiz
ドラマホリック!
その他（上記以外）
- インベスターZ
- 捨ててよ、安達さん。
- 癒されたい男
- 女子グルメバーガー部
- ふろがーる!
- 歴史迷宮からの脱出 リアル脱出ゲーム×テレビ東京
- 働かざる者たち
- だから私はメイクする
- テレビ演劇 サクセス荘シリーズ
- 猫
- あなた犯人じゃありません
- 水曜映画館
- 38歳バツイチ独身女がマッチングアプリをやってみた結果日記
- 直ちゃんは小学三年生
- 東京怪奇酒
- おじさまと猫
- お耳に合いましたら。
- ソロ活女子のススメ
- 理想のオトコ
- お茶にごす。
- サ道
  - サ道2019 年末SP -北の聖地でととのう-
  - サ道 〜2021年冬 東京の空の下、少し離れてととのう〜
  - サ道2021
- 来世ではちゃんとします
  - 来世ではちゃんとします2
- 真夜中にハロー!
- なれの果ての僕ら
- 隣の男はよく食べる
- クールドジ男子

他多数